# 新陽大道駅
新陽大道駅（しんようだいどうえき、閩南語:Sin-iûⁿ Toā-tō͘ tsām）は、中華人民共和国福建省廈門市海滄区新景路と新陽大道の交差点の交差点にある、廈門軌道交通2号線の駅である。

## 歴史
- 2019年12月25日2号線の駅として開業。

## 駅構造

### のりば
| 番線 | 路線              | 方面                            | 行先        |
| ---- | ----------------- | ------------------------------- | ----------- |
|      | 廈門軌道交通2号線 | 馬鑾中心・鼎美・東孚 方面       | 天竺山 行き |
|      | 廈門軌道交通2号線 | 東宅・五通・湿地公園・鍾宅 方面 | 五縁湾 行き |

## 隣の駅
廈門軌道交通
■2号線
新垵駅 - 新陽大道駅 - 馬鑾中心駅